# Woodhouseíta
La woodhouseíta es un mineral de la clase de los minerales fosfatos, y dentro de esta pertenece al llamado “grupo de la beudantita”. Fue descubierta en 1937 en montañas del condado de Mono en California (Estados Unidos), siendo nombrada así en honor de Charles D. Woodhouse, mineralogista estadounidense.

## Características químicas
Es un fosfato hidroxilado con aniones adicionales de sulfato, y cationes de calcio y aluminio. Como todos los del grupo de la beudantita al que pertenecen, tienen la misma proporción en su fórmula de iones sulfatos que de fosfatos.
Forma una serie de solución sólida con la svanbergita (SrAl3(SO4)(PO4)(OH)6), en la que la sustitución gradual del calcio por estroncio va dando los distintos minerales de la serie.

## Formación y yacimientos
Se forma como mineral secundario en aquellos yacimientos hidrotermales y diseminados en los que se produce una alteración de la roca encajante por compuestos del sulfato. También se ha encontrado en vetas de cuarzo rn un yacimiento de andalucita. Más raramente también se ha encontrado en sedimentos en cuevas formado a partir del guano.
Suele encontrarse asociado a otros minerales como: topacio, augelita, lazulita, pirofilita, cuarzo o andalucita.